# Atlantisch orkaanseizoen 2013
Het Atlantisch orkaanseizoen 2013 duurde van 1 juni 2013 tot 30 november 2013. Tropische cyclonen die buiten deze seizoensgrenzen ontstaan, maar nog binnen het kalenderjaar 2013, worden ook nog tot dit seizoen gerekend.

## Cyclonen
- Tropische storm Andrea
- Tropische storm Barry
- Tropische storm Chantal
- Tropische storm Dorian
- Tropische storm Erin
- Tropische storm Fernand
- Tropische storm Gabrielle
- Tropische depressie Eight
- Orkaan Humberto
- Orkaan Ingrid
- Tropische storm Jerry
- Tropische storm Karen
- Tropische storm Lorenzo
- Tropische storm Melissa
- Subtropische storm zonder naam

## Namen
De lijst met namen voor 2013 is hetzelfde als die van 2007. De lijst van 2013 zal opnieuw in 2019 worden gebruikt, met uitzondering van de namen, die na dit seizoen van de lijst gehaald zullen worden.
| - Andrea - Barry - Chantal - Dorian - Erin - Fernand - Gabrielle | - Humberto - Ingrid - Jerry - Karen - Lorenzo - Melissa - Nestor (niet gebruikt) | - Olga (niet gebruikt) - Pablo (niet gebruikt) - Rebekah (niet gebruikt) - Sebastien (niet gebruikt) - Tanya (niet gebruikt) - Van (niet gebruikt) - Wendy (niet gebruikt) |